# Театр кошек Куклачёва
Теа́тр ко́шек Куклачёва — театр кошек в Москве. Единственный подобный театр в мире.

## История театра
В 1989 году Юрий Куклачёв задумывает создать свой театр.
В 1990 году мэрия Москвы подарила Юрию Куклачёву помещение бывшего кинотеатра «Призыв» на Кутузовском проспекте 25.
23 февраля 1990 года открылся частный театр (первоначальное название — «Кэт хауз», в настоящее время — «Театр кошек Куклачёва»).
В 2005 году театр получил статус Государственного учреждения культуры города Москвы.
В театре на сегодняшний день[когда?]

 поставлены спектакли «Мои любимые кошки», «Олимпиада кота Бориса», «Кошкин дом», «Ледяная фантазия», «Люди и кошки», «Клоуны и кошки», «Королева кошек», «Лес чудес» и др.
К 2014 году в театре существовало два самостоятельных коллектива — Юрия Куклачёва и его сына Дмитрия Куклачёва.
Свои спектакли показывает в городах России, США, Германии, Испании, Франции.

## Награды
В 1995 году во время гастролей в Париже «Театр кошек Куклачёва» был удостоен Золотого кубка мира и звания «Самый оригинальный театр в мире». В 2006 году Международная ассоциация при ООН присвоила театру кошек приз «Золотой феномен», а Ассоциация бродвейских театров признала спектакль театра «Кошки и художник» лучшим спектаклем года.

## Содержание животных
В августе 2020 в театре содержались около 200 кошек. Обитают они в Хрустальном замке. Кошки находятся в нём в свободное от репетиций и выступлений время. В каждом вольере проживает несколько животных.

## Участие животных в медиапроектах
Кот Борис принимал участие в съёмках рекламы кормов для кошек.
В сериале 2005 года «Мастер и Маргарита» в некоторых сценах Бегемота играл дрессированный Барсик из Театра кошек Юрия Куклачёва.